# Villers-sur-Bar
Pour les articles homonymes, voir Villers.
Villers-sur-Bar est une commune française, située dans le département des Ardennes en région Grand Est.

## Géographie

### Localisation

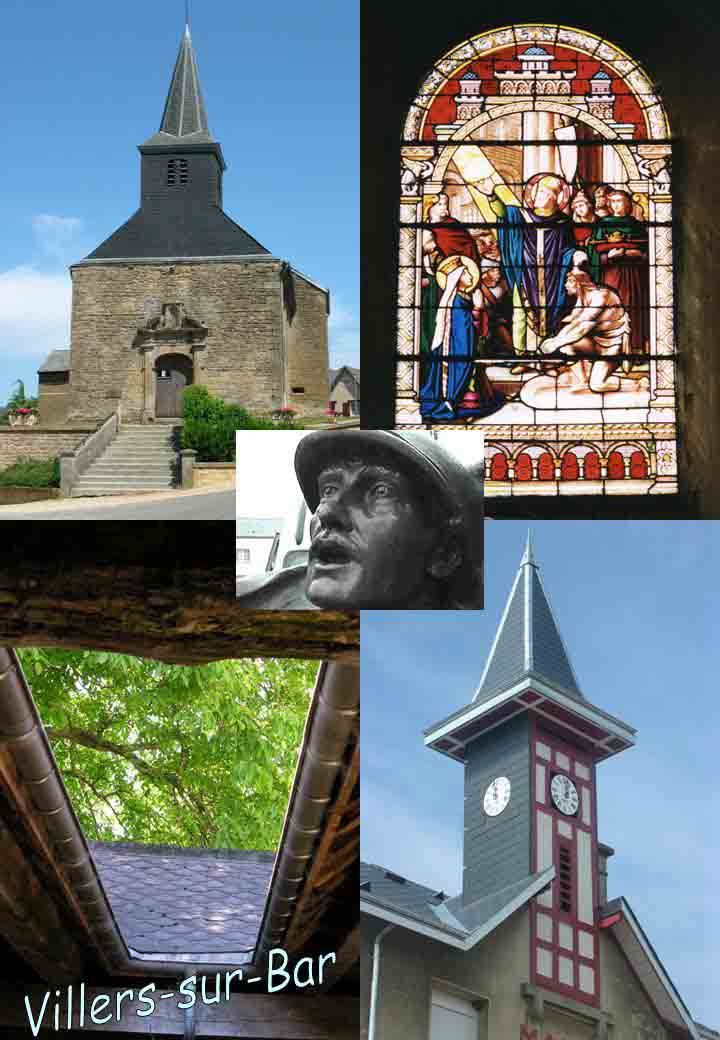

Quelques kilomètres avant son confluent avec la Meuse, la rivière Bar semble vouloir, par de nombreux et profonds méandres, s’attarder auprès de ce village typique des Ardennes.
Une apaisante promenade dans ses rues et ruelles fera découvrir au visiteur ses maisons ardennaises blotties les unes contre les autres, un coquet lavoir et une fière église abritant un lumineux vitrail VERMONET daté de 1885.
Les amateurs de marche ou de balades équestres ne manqueront pas de se rendre au Grand Condé, ancien relais de Poste où s'arrêta le célèbre général de Louis XIV, de grimper au mont Piot pour se reposer devant la chapelle Sainte-Onésime ou tout simplement d'admirer le magnifique point de vue sur la vallée de la Bar et celle de la Meuse, lieu duquel une quinzaine de villages s’offre aux yeux des amateurs de paysages.

### Hydrographie
La commune est dans le bassin versant de la Meuse au sein du bassin Rhin-Meuse. Elle est drainée par la Meuse et la Bar,.
La Meuse, d'une longueur de 486 km, est un fleuve européen qui prend sa source en France, dans la commune du Châtelet-sur-Meuse, à 409 mètres d'altitude, et se jette dans la mer du Nord après un cours long d'approximativement 950 kilomètres traversant la France, la Belgique et les Pays-Bas. Elle longe la commune sur une petite partie nord sur une longueur d'environ 1,1 km.
La Bar, d'une longueur de 62 km, prend sa source dans la commune de Harricourt et se jette  dans la Meuse à Dom-le-Mesnil, après avoir traversé 20 communes. 

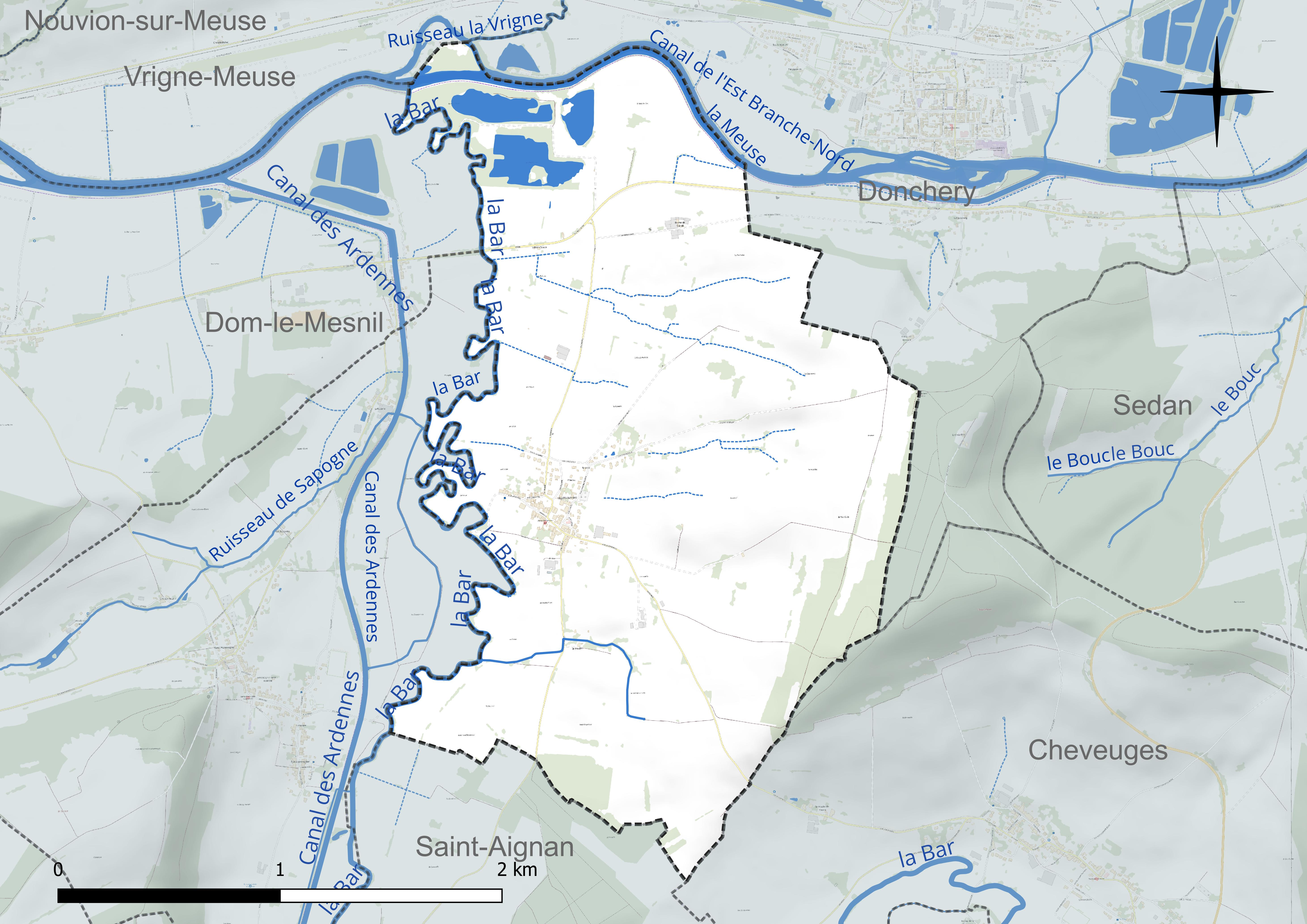
Réseau hydrographique de Villers-sur-Bar.

### Climat
Pour des articles plus généraux, voir Climat du Grand Est et Climat des Ardennes.
En 2010, le climat de la commune est de type climat de montagne, selon une étude du Centre national de la recherche scientifique s'appuyant sur une série de données couvrant la période 1971-2000. En 2020, Météo-France publie une typologie des climats de la France métropolitaine dans laquelle la commune est exposée à un climat océanique altéré et est dans la région climatique  Lorraine, plateau de Langres, Morvan, caractérisée par un hiver rude (1,5 °C), des vents modérés et des brouillards fréquents en automne et hiver. 
Pour la période 1971-2000, la température annuelle moyenne est de 10 °C, avec une amplitude thermique annuelle de 15,4 °C. Le cumul annuel moyen de précipitations est de 969 mm, avec 13,1 jours de précipitations en janvier et 9,5 jours en juillet. Pour la période 1991-2020, la température moyenne annuelle observée sur la station météorologique de Météo-France la plus proche, « Charleville-Méz. », sur la commune de Charleville-Mézières à 14 km à vol d'oiseau, est de 9,9 °C et le cumul annuel moyen de précipitations est de 928,4 mm. 
La température maximale relevée sur cette station est de 39,2 °C, atteinte le 25 juillet 2019 ; la température minimale est de −17,5 °C, atteinte le 1er janvier 1997,,. 
Les paramètres climatiques de la commune ont été estimés pour le milieu du siècle (2041-2070) selon différents scénarios d'émission de gaz à effet de serre à partir des nouvelles projections climatiques de référence DRIAS-2020. Ils sont consultables sur un site dédié publié par Météo-France en novembre 2022.

## Urbanisme

### Typologie
Au 1er janvier 2024, Villers-sur-Bar est catégorisée commune rurale à habitat dispersé, selon la nouvelle grille communale de densité à 7 niveaux définie par l'Insee en 2022.
Elle est située hors unité urbaine. Par ailleurs la commune fait partie de l'aire d'attraction de Charleville-Mézières, dont elle est une commune de la couronne,. Cette aire, qui regroupe 132 communes, est catégorisée dans les aires de 50 000 à moins de 200 000 habitants,.

### Occupation des sols
L'occupation des sols de la commune, telle qu'elle ressort de la base de données européenne d’occupation biophysique des sols Corine Land Cover (CLC), est marquée par l'importance des territoires agricoles (89,6 % en 2018), en augmentation par rapport à 1990 (88,7 %). La répartition détaillée en 2018 est la suivante : 
prairies (47,1 %), terres arables (29,8 %), zones agricoles hétérogènes (12,7 %), forêts (5,4 %), eaux continentales (5 %). L'évolution de l’occupation des sols de la commune et de ses infrastructures peut être observée sur les différentes représentations cartographiques du territoire : la carte de Cassini (XVIIIe siècle), la carte d'état-major (1820-1866) et les cartes ou photos aériennes de l'IGN pour la période actuelle (1950 à aujourd'hui).

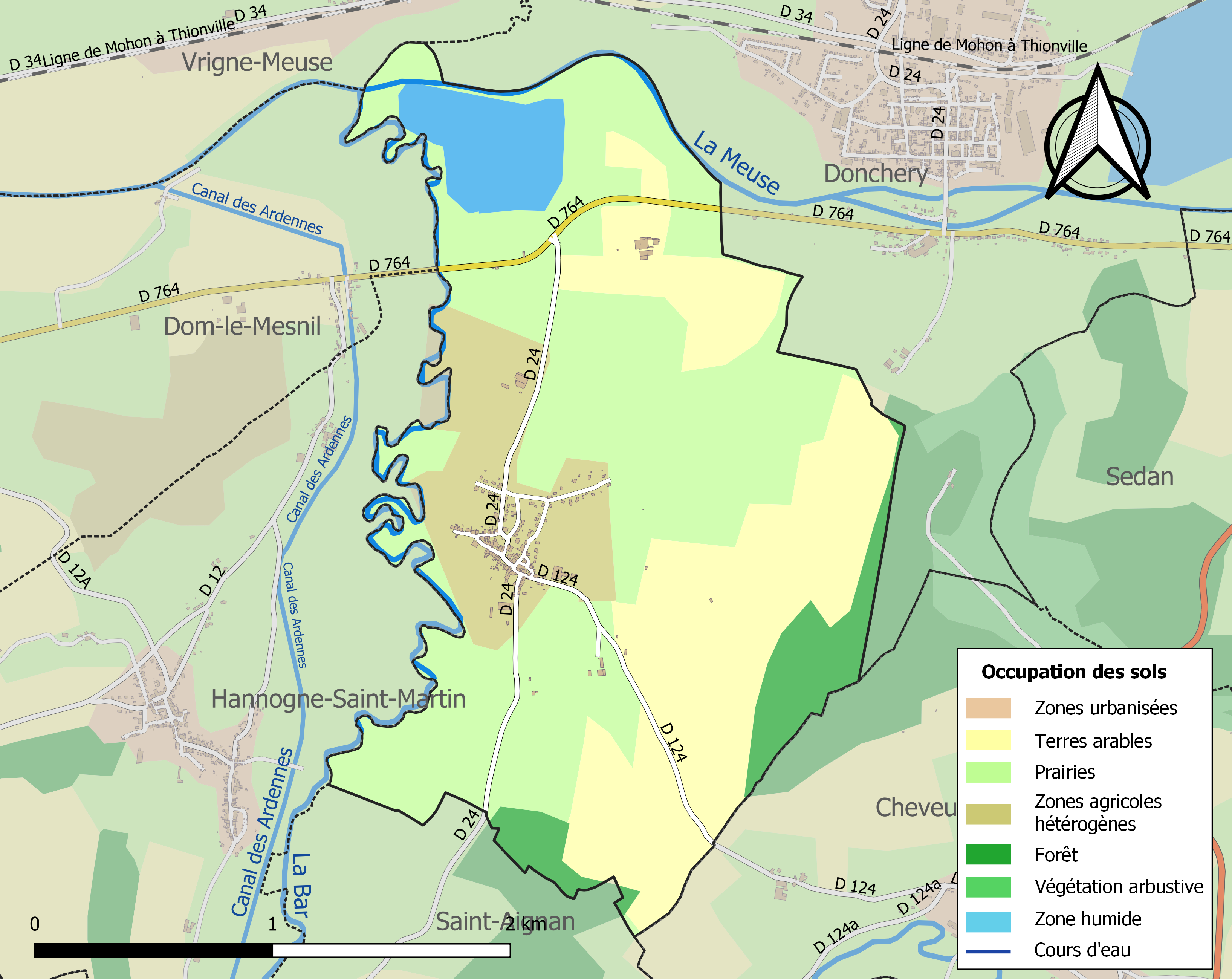
Carte des infrastructures et de l'occupation des sols de la commune en 2018 (CLC).

## Toponymie
Villers est un appellatif toponymique français et un patronyme qui procède généralement du gallo-roman villare, dérivé lui-même du gallo-roman villa « grand domaine rural », issu du latin villa rustica. Il est apparenté aux types toponymiques Villars, Viller, Villiers, Weiler et Willer.
La Bar est une rivière du département des Ardennes, affluent en rive gauche de la Meuse.

## Histoire
(mars 2013).
- 1320 : le village relève du prieuré de Donchery. Les habitants de Villers-sur-Bar doivent contribuer aux dépenses engagées dans la réparation ou la construction des fortifications de Donchery ;
- 1590 : date approximative de la construction du moulin banal ;
- 1641 : Louis XIII, lors des guerres de la fronde, fait marcher son armée le long de la rivière Bar jusqu’au village ;
- 1643 : le Grand Condé s’arrête deux jours à la ferme qui, depuis, garde le nom du Seigneur héroïque de Louis XIV ;
- 1702 : bénédiction de «Marie-Anne» la cloche de l’église. Marie-Anne était le prénom de l’épouse de Maître Valentin Martinet notaire royal et procureur fiscal de Donchery ;
- 1728 : le village et les récoltes sont détruits par une grêle épouvantable ;
- 1737 : la duchesse de Navarin est seule Dame et Justicière du village ;
- 1769 : le village entre en conflit avec Donchery à propos du plateau du Mont Piot, plateau où les habitants des deux villages menaient paître le bétail. Le conflit s’éternise ;
- 1781 : Villers-sur-Bar perd le procès qui l’opposait à Donchery à propos des pâturages du Mont Piot ;
- 1789 : rédaction, par les élus des 43 feux du village, du cahier de doléances de la communauté à destination de Louis XVI ;
- 1806 : date de la construction de l’actuelle plus ancienne maison du village ;
- 1809 : sur le chemin de Saint-Aignan, Villers-sur-Bar possède deux moulins à pots mus par le même courant et possède également un moulin à vent au Mont Rutz ;
- 1832 : fin de la construction de la maison d'école commencée l'année précédente ;
- 1845 : on fait des fouilles entre les deux lieux-dits Petit et Grand Condé pensant y trouver du charbon. On y trouvera un peu de sel mais... pas de charbon ;
- 1848 : un loup, venu de la Marfée, a occis 27 moutons dans la bergerie de monsieur Clin, cultivateur au village ;
- 1854 : construction d'une auberge au lieu-dit le Petit-Condé à l'embranchement de l'ancienne et nouvelle route menant à Donchery ;
- 1859 : il y a deux moulins à vent sur le territoire du village ;
- 1868 : reconstruction de la maison d'habitation de la ferme du Grand Condé ;
- 1870 : les deux moulins à pots cessent de moudre ;
- 1879 : l'école mixte reçoit 21 filles et 30 garçons, soit 51 élèves ;
- 1887 : pose de la première horloge communale dans le campanile surmontant la maison commune ;
- 1893 : le cimetière, entourant l'église jusqu'alors, est transféré à son emplacement actuel, à savoir "Ruelle de l'égalité" ;
- 1914 : une voie ferrée de 60 cm de large traverse le bas du village en vue de l’acheminement de matériel militaire ;
- 1932 : les lapins pullulent sur le territoire du village ;
- 1958 : réparation de l'adduction d'eau au titre des dommages de guerre ;
- 1958 : électrification des lieux-dits Petit Condé et Grand Condé ;
- 1959 : lancement du projet d'assainissement de la Bar inférieure (curage) ;
- 1960 : début du remembrement, remembrement qui sera terminé l'année suivante ;
- 1991 : les rues du villages reçoivent des noms tirés du cadastre communal de 1892 ;
- 1992 : découverte d'une tombe à incinération gallo-romaine (milieu du IIe siècle apr. J.-C.) et de divers objets carolingiens au lieu-dit "les Prés Coutors" ;
- 1996 : Villers-sur-Bar est une des dix communes fondatrices de la communauté de communes "Du Pays des Sources au Val de Bar" ;
- 2002 : de retour après rénovation, le « Poilu » rejoint sa stèle du monument du souvenir ;
- 2004 : remise en service des trois cadrans de l'horloge municipale et de son jeu originel de quatre cloches ;
- 2005 : découverte d'un quart de meule d'un des deux moulins à vent du mont Rutz ;
- 2008 : découverte d'une meule d'un des deux moulins à pots au lieu-dit "le Moulin" ;
- 2008 : début juillet, fermeture de l'école communale ;
- 2010 : dernière manifestation publique à l'occasion de la fête patronale le 2e dimanche de septembre
- 2014 : la communauté de communes "Du Pays des sources au Val de Bar", et donc Villers-sur-Bar, intègre la communauté d’agglomération Ardenne Métropole.

## Politique et administration
| Période                                  | Période                   | Identité                                         | Étiquette | Qualité |
| ---------------------------------------- | ------------------------- | ------------------------------------------------ | --------- | ------- |
| 8 mars 2013                              | En cours (au 23 mai 2020) | Christophe Heller Réélu pour la mandat 2020-2026 |           |         |
| 2008                                     | 31 janvier 2013           | Valérie Wary                                     |           |         |
| 1992                                     | 2008                      | Michel Balbiani                                  |           |         |
| 1987                                     | 1992                      | Bruno Velpry                                     |           |         |
| 1981                                     | 1987                      | Marie-France Guérin                              |           |         |
| 1980                                     | 1981                      | Bernard Jullien                                  |           |         |
| 1966                                     | 1980                      | Charles Éloy                                     |           |         |
| 1957                                     | 1966                      | Jules Parente                                    |           |         |
| 1954                                     | 1957                      | Georges Dagand                                   |           |         |
| 1945                                     | 1950                      | M. Camille Rossignol                             |           |         |
| 1940                                     | 1945                      | Georges Dagand                                   |           |         |
| 1939                                     | 1940                      | Gaston Camus                                     |           |         |
| 1938                                     | 1939                      | Georges Dagand                                   |           |         |
| 1929                                     | 1938                      | Charles Koch                                     |           |         |
| 1922                                     | 1929                      | Georges Lefèvre                                  |           |         |
| 1920                                     | 1922                      | Gaston Camus                                     |           |         |
| Les données manquantes sont à compléter. |                           |                                                  |           |         |

- 1er adjoint actuel : Jérôme Trancart ;
- 2e  adjoint actuel : Béatrice Massiaux.

## Démographie
L'évolution du nombre d'habitants est connue à travers les recensements de la population effectués dans la commune depuis 1793. Pour les communes de moins de 10 000 habitants, une enquête de recensement portant sur toute la population est réalisée tous les cinq ans, les populations de référence des années intermédiaires étant quant à elles estimées par interpolation ou extrapolation. Pour la commune, le premier recensement exhaustif entrant dans le cadre du nouveau dispositif a été réalisé en 2007.

En 2022, la commune comptait 240 habitants, en évolution de −1,23 % par rapport à 2016 (Ardennes : −2,97 %, France hors Mayotte : +2,11 %).
| 1793 | 1800 | 1806 | 1821 | 1831 | 1836 | 1841 | 1846 | 1851 |
| ---- | ---- | ---- | ---- | ---- | ---- | ---- | ---- | ---- |
| 205  | 246  | 213  | 216  | 255  | 268  | 261  | 277  | 293  |

| 1866 | 1872 | 1876 | 1881 | 1886 | 1891 | 1896 | 1901 | 1906 |
| ---- | ---- | ---- | ---- | ---- | ---- | ---- | ---- | ---- |
| 304  | 273  | 279  | 270  | 272  | 213  | 231  | 200  | 182  |

| 1911 | 1921 | 1926 | 1931 | 1936 | 1946 | 1954 | 1962 | 1968 |
| ---- | ---- | ---- | ---- | ---- | ---- | ---- | ---- | ---- |
| 189  | 173  | 178  | 170  | 169  | 158  | 186  | 190  | 168  |

| 1975 | 1982 | 1990 | 1999 | 2006 | 2007 | 2012 | 2017 | 2022 |
| ---- | ---- | ---- | ---- | ---- | ---- | ---- | ---- | ---- |
| 183  | 198  | 252  | 235  | 250  | 252  | 243  | 247  | 240  |

## Culture locale et patrimoine

### Lieux et monuments
- Point de vue sur les vallées de la Bar et de la Meuse
- Lavoir avec toit ouvert à quatre pentes
- Église Saint-Rémi du XIIIe siècle, restaurée au XVIIe siècle, avec un magnifique vitrail du XVIIIe siècle représentant le baptême du roi Clovis à Reims
- Ferme du Grand Condé ancien relais de poste

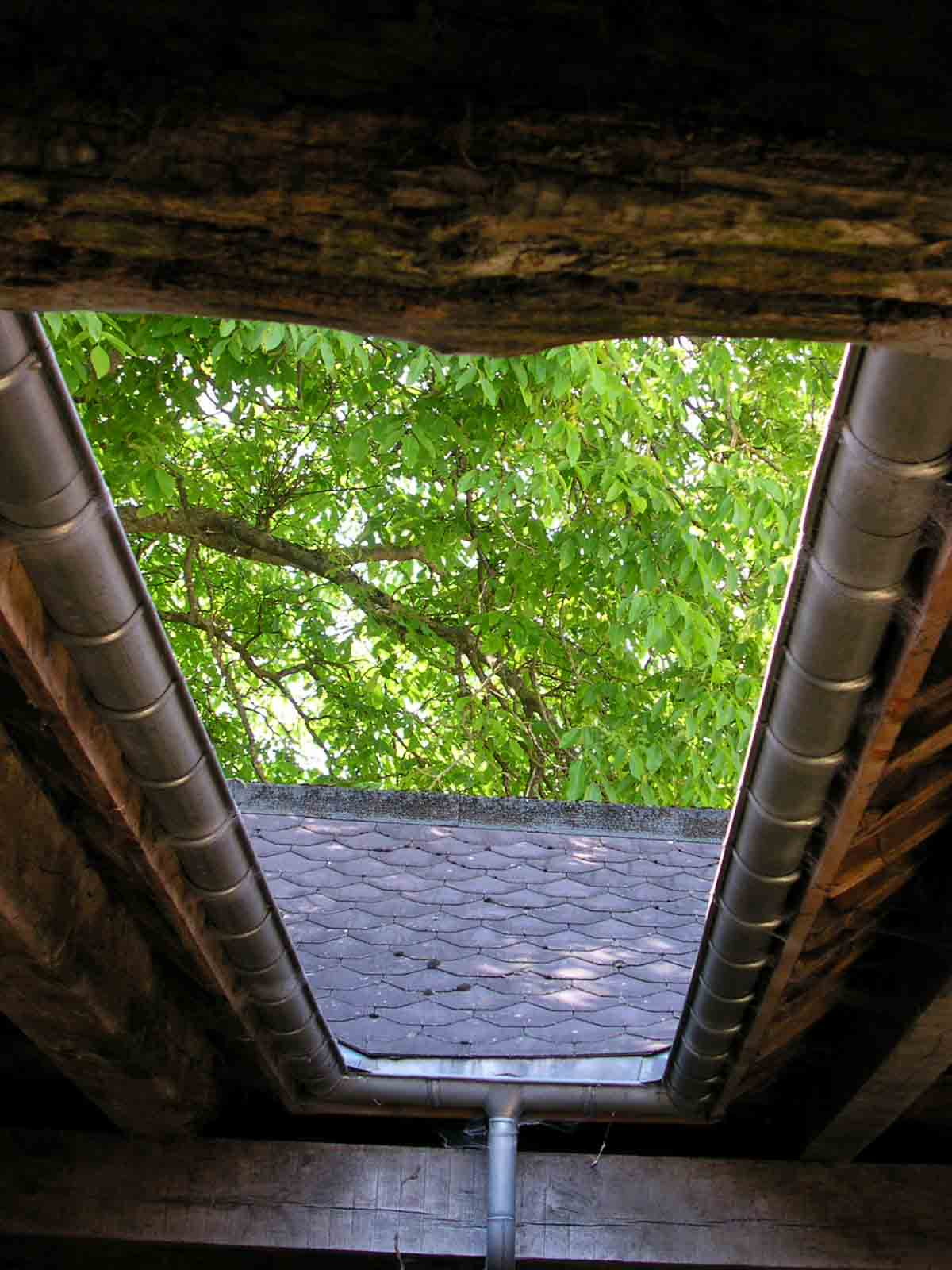
Lavoir avec toit ouvert à quatre pentes.
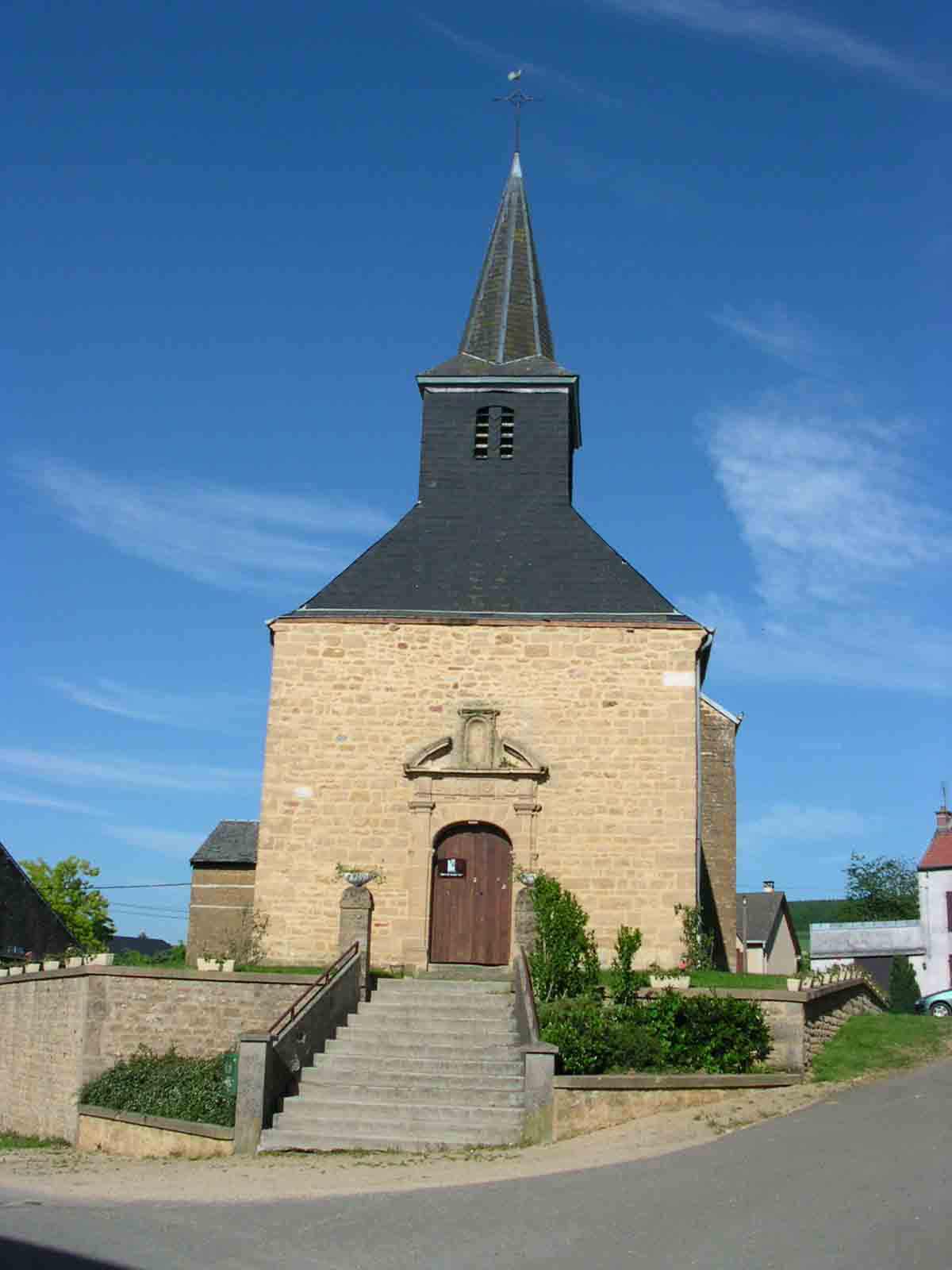
Église Saint-Rémi.
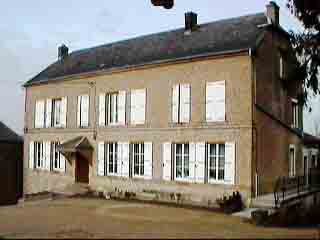
Ferme du Grand Condé.
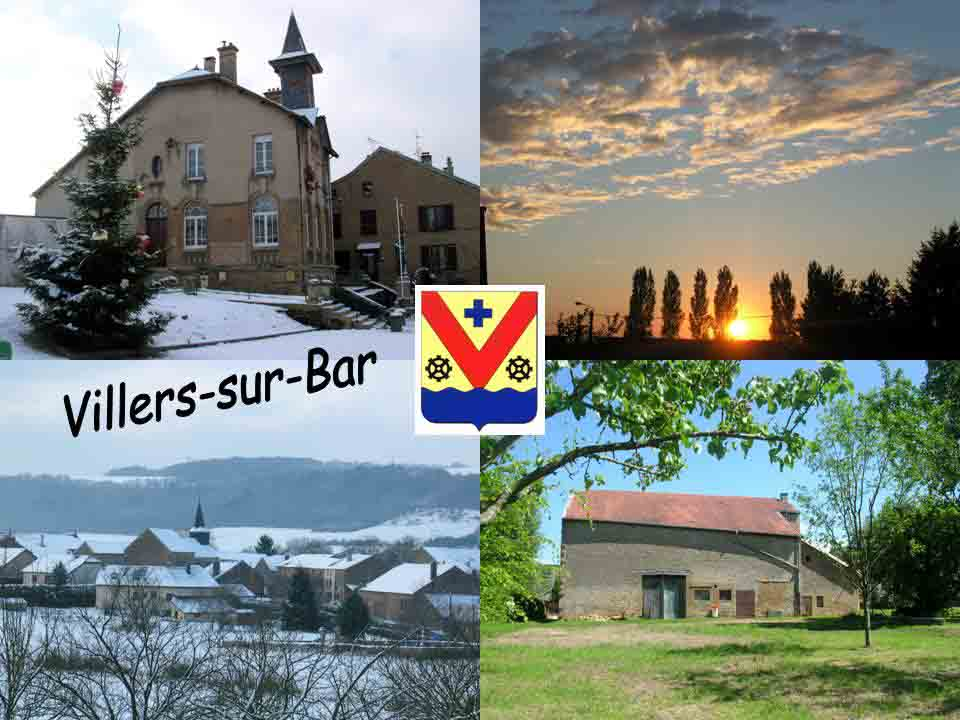
Diverses vues du Village.
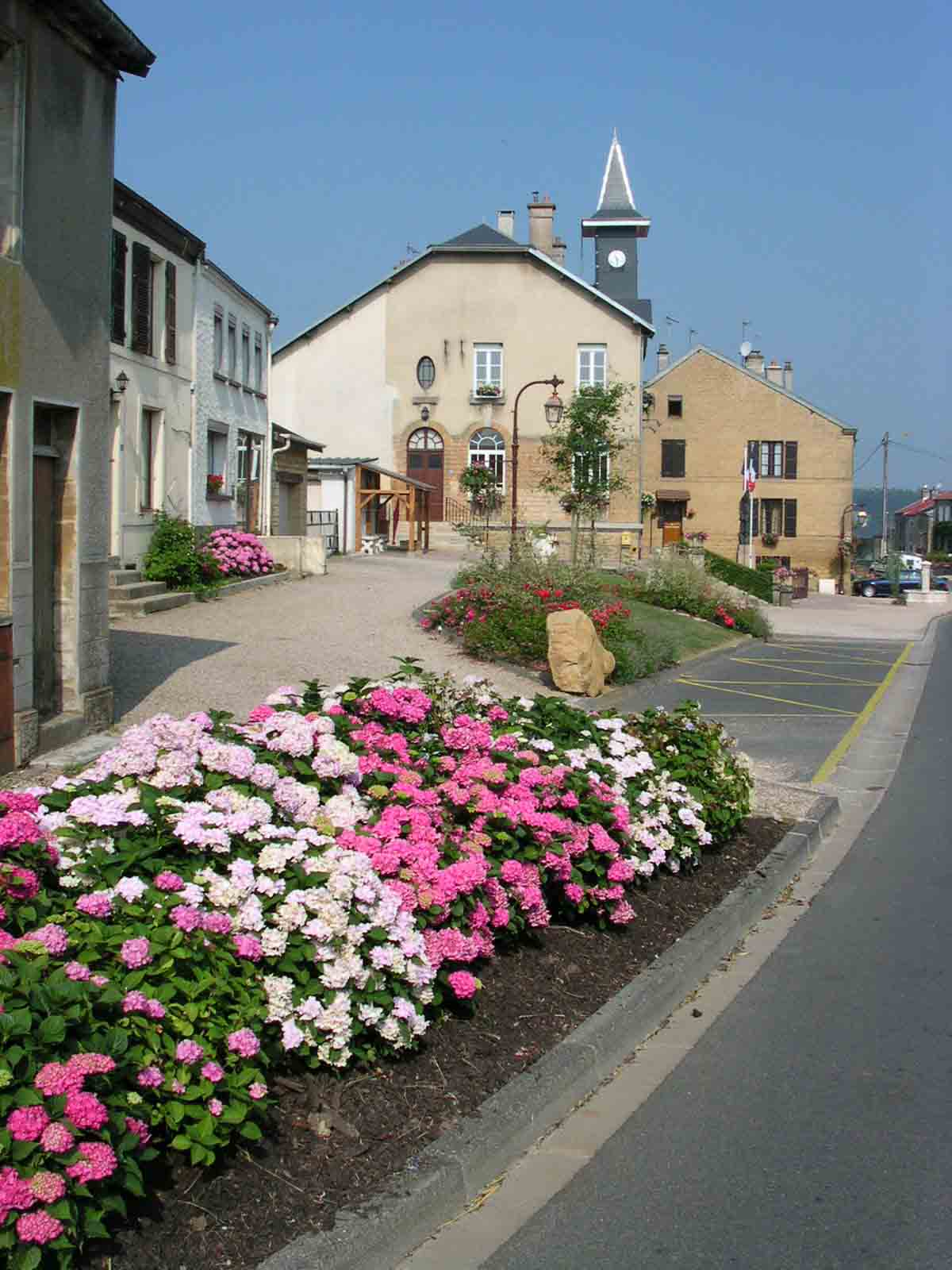
Cœur du village fleuri.
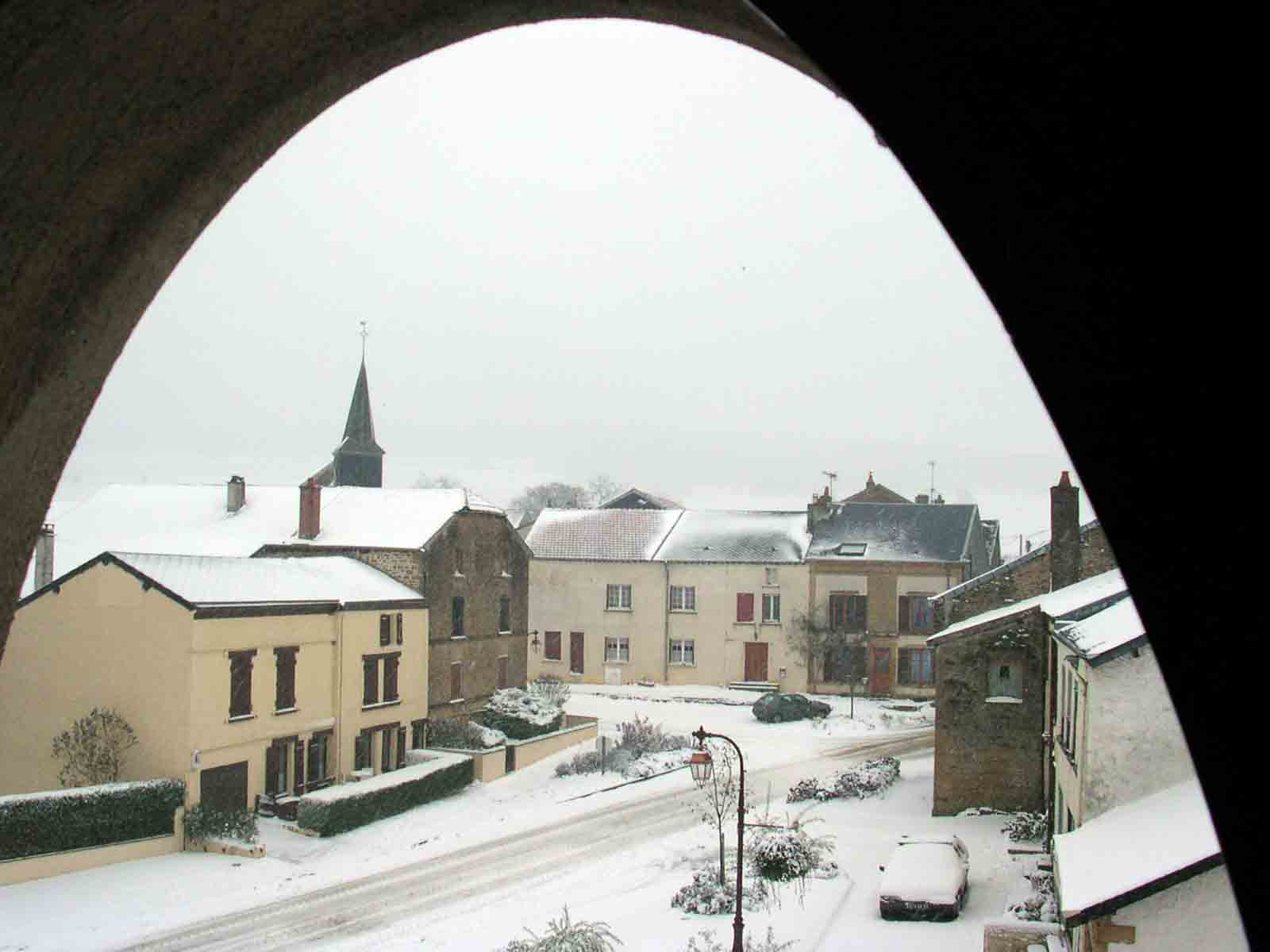
Cœur du village sous la neige.
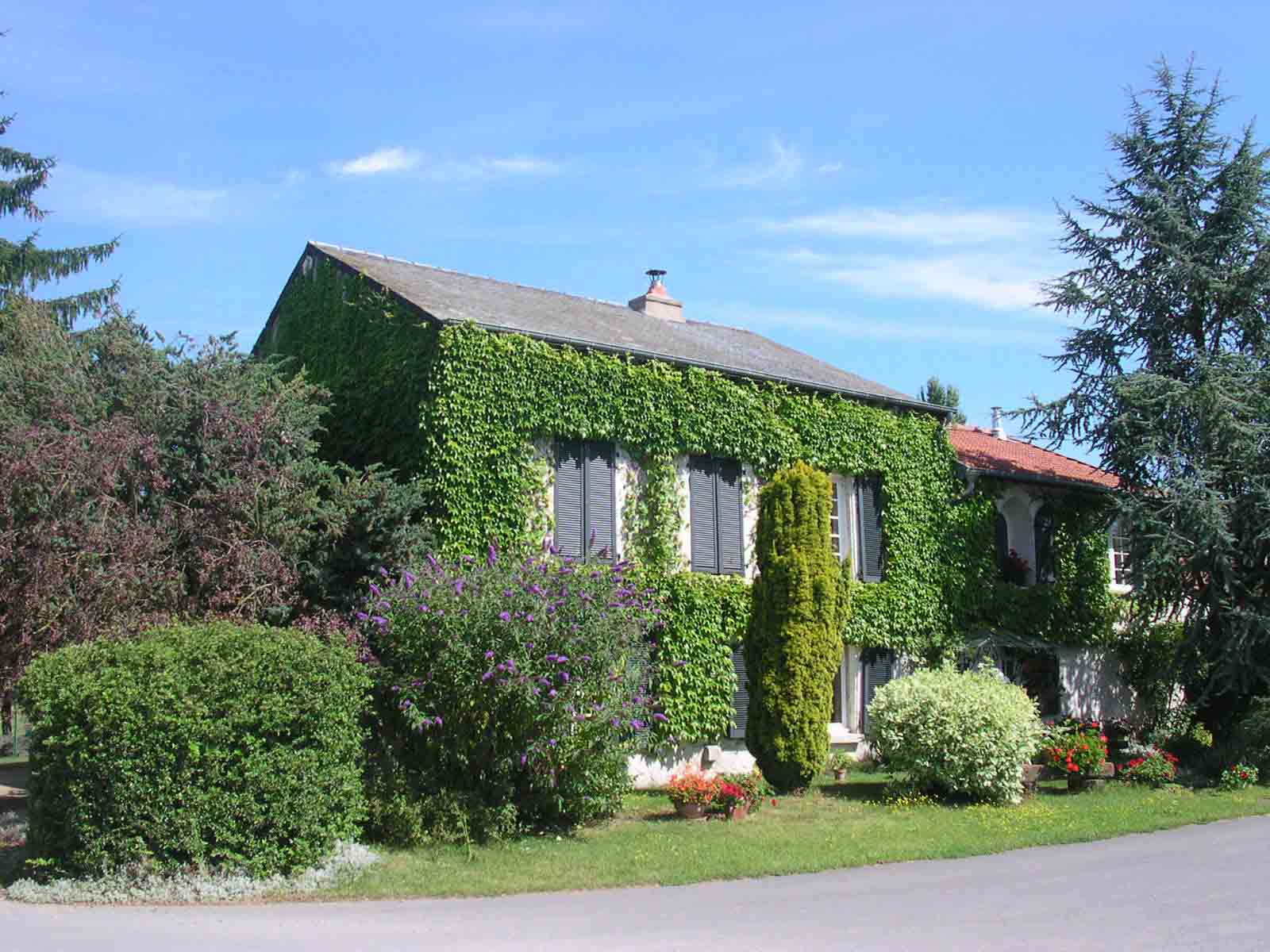
Maison d'habitation au lieu-dit la Croix Colas.
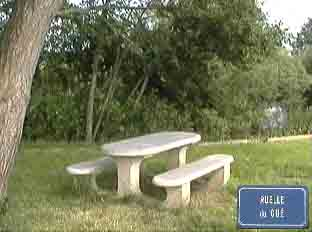
Aire de pique-nique sur le chemin du Gué au bord de la Bar.

### Personnalités liées à la commune
- Catherine Ribeiro (1941-2024), actrice et chanteuse française, installée dans cette commune à la suite de son mariage avec Claude Démoulin, ancien maire de Sedan[22].

### Héraldique
| Armes de Villers-sur-Bar | Les armes de Villers-sur-Bar se blasonnent ainsi : D’or à un chevron renversé de gueules accompagné en chef d’une croisette d’azur et à dextre et à senestre de deux roues de moulin de sable posées les raies en sautoir, à la champagne ondée d’azur brochant sur le tout. |

## Activités associatives, culturelles, festives et sportives
- Fête annuelle de la bière, en juin ;
- Brocante annuelle, en juillet.